# Pele Kaimana
Pele Kaimana – zambijski piłkarz grający na pozycji pomocnika. W swojej karierze grał w reprezentacji Zambii.

## Kariera klubowa
W swojej karierze piłkarskiej Hangunyu grał w klubie Green Buffaloes.

## Kariera reprezentacyjna
W 1982 roku Kaimana został powołany do reprezentacji Zambii na Puchar Narodów Afryki 1982. Zagrał na nim w jednym meczu, półfinałowym z Libią (1:2). Z Zambią zajął 3. miejsce w tym turnieju.